# Bradford (hrabstwo Merrimack)
Bradford – jednostka osadnicza w Stanach Zjednoczonych, w stanie New Hampshire, w hrabstwie Merrimack.